# Максимільяново (Куявсько-Поморське воєводство)
Максимільяново (пол. Maksymilianowo, нім. Maxtal) — село в Польщі, у гміні Осельсько Бидґозького повіту Куявсько-Поморського воєводства.
Населення — 1478 осіб (2011).

## Демографія
Демографічна структура станом на 31 березня 2011 року:
|          | Загалом | Допрацездатний вік | Працездатний вік | Постпрацездатний вік |
| -------- | ------- | ------------------ | ---------------- | -------------------- |
| Чоловіки | 730     | 175                | 477              | 78                   |
| Жінки    | 748     | 145                | 458              | 145                  |
| Разом    | 1478    | 320                | 935              | 223                  |